# Il cosmo
Il cosmo (titolo originale in lingua tedesca: Kosmos – Entwurf einer physischen Weltbeschreibung, ovvero "Il cosmo - un progetto di una descrizione fisica del mondo") è un'opera del grande geografo e naturalista tedesco Alexander von Humboldt.
Fu concepita fra il 1827 e il 1828 come un'opera di divulgazione scientifica in più volumi per raccogliere in un'unica opera tutta la geografia fisica. Il primo volume apparve nel 1845; il quinto uscì postumo e incompleto nel 1862.

## Il cosmo

### Premesse
La prima idea di rappresentare in un'unica opera tutto il mondo fisico venne a Humboldt ancor prima dei suoi viaggi in Sud America, come si evince ad una lettera scritta all'amico Marc-Auguste Pictet il 24 gennaio 1796. Il progetto venne messo a punto nel tempo, ma la sua realizzazione venne a lungo rimandata. Nei trent'anni successivi Humboldt pubblicò 34 volumi dei suoi diari di viaggio, illustrati con 1200 incisioni in rame, senza poter iniziare il lavoro conclusivo. Il progetto venne ripreso fra il 1827 e il 1828, dopo che Humboldt aveva svolto con successo nel 1826 un corso universitario di geografia fisica all'università di Berlino che porterà il suo nome. La prestigiosa casa editrice Cotta gli offrì l'incarico di scrivere un saggio da stampare entro il mese di dicembre 1829 e Humboldt concepì il progetto di un'opera di divulgazione in due volumi, il primo dedicato alla descrizione del mondo oggettivo e il secondo alla storia della sensibilità umana nei confronti della natura. Anche questo progetto fu rimandato per circa 16 anni a causa di sopraggiunti impegni di Humboldt (un viaggio in Russia nel 1829) e della depressione che lo colpì dopo la morte del fratello Wilhelm (1835).

### Redazione

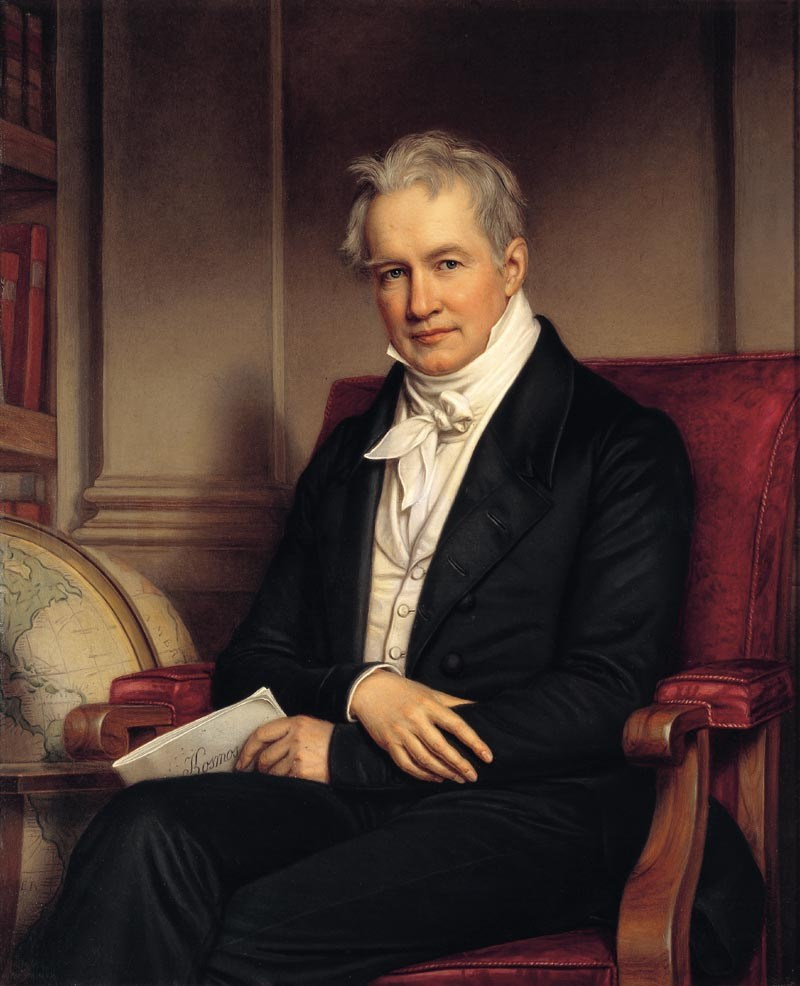
Joseph Karl Stieler, Ritratto di Alexander von Humboldt con in mano una copia dell'opera.

Il primo volume del Cosmo apparve nel 1845, quando l'autore aveva già 76 anni; dedicherà a quest'opera gli ultimi 25 anni della sua vita, con la paura di non riuscire a vivere a sufficienza per terminarla. I primi due volumi furono pubblicati nel 1847-48; il terzo sarà completato nel 1850, il quarto volume nel 1858 e l'ultimo verrà pubblicato postumo. Come affermato nel sottotitolo, Humboldt si proponeva di redigere un "saggio di una descrizione fisica del mondo", dove col termine "mondo" Humboldt intende tutto quanto coesiste nello spazio. Humboldt si proponeva di mostrare il vasto concatenamento delle forze che animano la natura, intesa come qualcosa di animato, in modo da mostrare la corrispondenza, l'unità e l'armonia delle leggi della natura nonostante la diversità dei suoi fenomeni.
- il primo volume copre la geografia fisica esponendo la totalità dei fenomeni naturali, dalle ipotesi cosmogoniche, alle costellazioni e infine al nostro pianeta (dimensioni, densità, temperatura, meteorologia, elettromagnetismo, geologia, mineralogia, attività vulcanica e terremoti, storia fisica della Terra);
- il secondo parla dei rapporti fra l'uomo e la natura: del sentimento della natura nella letteratura e nelle arti figurative, così come è testimoniato dai resoconti dei viaggiatori, dai giardini e dalle serre. Secondo Humboldt l'uomo esprime l'amore per la natura in tre modi principali: la poesia, la pittura paesaggistica e la coltivazione delle piante. Nella seconda parte del secondo volume Humboldt tratta del progressivo svilupparsi dell'idea dell'universo nel corso dei secoli, attraverso la cultura (dalla filosofia greca, all'impero romano e alla cultura araba, dalle scoperte geografiche del XV e XVI secolo, alle scoperte scientifiche dei secoli XVII e XVIII, dalle migrazioni dei popoli alle invenzione di strumenti ottici che hanno ampliato la capacità di osservazione umana. Da illuminista, Humboldt ha fiducia che la storia avanzi verso il progresso e l'armonia, in base alla diffusione della ragione;
- il terzo volume tratta dell'astronomia: nella prima parte del mondo "uranologico" (stelle nebulose, ecc.), nella seconda parte del sistema solare;
- il quarto volume tratta della Terra.

## Edizioni

### Edizione tedesca
- Alexander von Humboldt, Kosmos. Entwurf einer physischen Weltbeschreibung, Stuttgart und Tübingen : Cotta, 1845–62. Band 1-2 ; Band 2-3, 1862 ; Band 4

### Edizioni italiane
- Alessandro Humboldt, Il cosmo. Saggio di una descrizione fisica del mondo, 3 voll.; prima traduzione italiana per Vincenzo Degli Uberti, Napoli: Del Vaglio, 1950-1851
- Alessandro Humboldt, Cosmos: saggio di una descrizione fisica del mondo, 4 voll.; prima versione italiana di Giulio Vallini e Vincenzo Lazari, Venezia: G. Grimaldo, 1860

### Edizione francese
- Alexandre de Humboldt, Cosmos: essais d'une description physique du monde, 4 vol.; trad. di Charles Galusky ed Hervé Faye, Paris: L. Guérin, 1847-1859 (Tome I; Tome II; Vol. III; Tome IV)